# Estiella pretiosa
Estiella pretiosa är en stekelart som beskrevs av Giordani Soika 1992. Estiella pretiosa ingår i släktet Estiella och familjen Eumenidae. Inga underarter finns listade i Catalogue of Life.